# Liga Leumit 1977-1978
La Liga Leumit 1977-1978 è stata la 37ª edizione della massima serie del campionato israeliano di calcio.
Dopo la riduzione decisa dall'IFA nella stagione precedente, presero parte al torneo 14 squadre, che si affrontarono in un girone all'italiana con partite di andata e ritorno. Per ogni vittoria si assegnavano due punti e per il pareggio un punto.
Le ultime due classificate sarebbero state retrocesse in Liga Artzit, dalla quale, al fine di un ulteriore allargamento delle squadre partecipanti alla prima divisione a 16 a partire dalla stagione seguente, sarebbero state promosse le prime quattro classificate.
Il torneo fu vinto, per la terza volta, dal Maccabi Netanya.
Capocannoniere del torneo fu David Lavi, del Maccabi Netanya, con 16 goal.

## Squadre partecipanti
| Club               | Città       |
| ------------------ | ----------- |
| Beitar Gerusalemme | Gerusalemme |
| Beitar Tel Aviv    | Tel Aviv    |
| Hakoah Ramat Gan   | Ramat Gan   |
| Hapoel Akko        | Acri        |
| Hapoel Be'er Sheva | Be'er Sheva |
| Hapoel Gerusalemme | Gerusalemme |
| Hapoel Hadera      | Hadera      |
| Hapoel Haifa       | Haifa       |
| Hapoel Tel Aviv    | Tel Aviv    |
| Hapoel Yehud       | Yehud       |
| Maccabi Giaffa     | Giaffa      |
| Maccabi Netanya    | Netanya     |
| Maccabi Tel Aviv   | Tel Aviv    |
| Shimshon Tel Aviv  | Tel Aviv    |

## Classifica finale
|                     | Pos. | Squadra            | Pt | G  | V  | N  | P  | GF | GS | DR  |
| ------------------- | ---- | ------------------ | -- | -- | -- | -- | -- | -- | -- | --- |
| Campione di Israele | 1.   | Maccabi Netanya    | 38 | 26 | 15 | 8  | 3  | 50 | 21 | +29 |
|                     | 2.   | Beitar Gerusalemme | 33 | 26 | 12 | 9  | 5  | 32 | 14 | +18 |
|                     | 3.   | Maccabi Tel Aviv   | 32 | 26 | 12 | 8  | 6  | 44 | 29 | +15 |
|                     | 4.   | Hapoel Yehud       | 29 | 26 | 9  | 11 | 6  | 20 | 17 | +3  |
|                     | 5.   | Hapoel Be'er Sheva | 26 | 26 | 9  | 8  | 9  | 43 | 32 | +11 |
|                     | 6.   | Hapoel Gerusalemme | 26 | 26 | 9  | 8  | 9  | 27 | 22 | +5  |
|                     | 7.   | Shimshon Tel Aviv  | 26 | 26 | 8  | 10 | 8  | 23 | 25 | -2  |
|                     | 8.   | Beitar Tel Aviv    | 26 | 26 | 7  | 12 | 7  | 23 | 26 | -3  |
|                     | 9.   | Hapoel Tel Aviv    | 26 | 26 | 8  | 10 | 8  | 26 | 30 | -4  |
|                     | 10.  | Maccabi Giaffa     | 24 | 26 | 6  | 12 | 8  | 31 | 38 | -7  |
|                     | 11.  | Hapoel Hadera      | 24 | 26 | 9  | 6  | 11 | 32 | 41 | -9  |
|                     | 12.  | Hapoel Haifa       | 23 | 26 | 8  | 7  | 11 | 19 | 29 | -10 |
|                     | 13.  | Hakoah Ramat Gan   | 19 | 26 | 4  | 11 | 11 | 19 | 32 | -13 |
|                     | 14.  | Hapoel Akko        | 12 | 26 | 2  | 8  | 16 | 15 | 48 | -33 |

## Verdetti
- Maccabi Netanya campione di Israele 1977-1978
- Hakoah Ramat Gan e Hapoel Akko retrocessi in Liga Artzit 1978-1979
- Bnei Yehuda, Hapoel Kfar Saba, Maccabi Petah Tiqwa e Hapoel Rishon LeZion promossi in Liga Leumit 1978-1979